# 小倉勝茂
小倉 勝茂（おぐら かつしげ、1974年12月20日 - ）は、日本のキャスター。青森県出身。タイムリーオフィス、東京俳優生活協同組合に所属していた。

## 現在の担当番組
- レディス4（テレビ東京、ナレーション・不定期）

## 過去の担当番組
- 明日の勝ち馬検討社（グリーンチャンネル、デスク）
- 中央競馬中継WEST（グリーンチャンネル、土曜午前・司会）
- 世界の競馬（NHK-BS）
- きらり☆埼玉県（テレビ埼玉）
- ASIAN VIEW
- WOWOW FUJIロックフェスティバル2003（Inter FM）